# Мотроновка
Мотроновка (укр. Мотронівка) — село,
Дмитровский сельский совет,
Верхнеднепровский район,
Днепропетровская область,
Украина.
Код КОАТУУ — 1221084107. Население по переписи 2001 года составляло 167 человек.

## Географическое положение
Село Мотроновка находится на автомобильной дороге Т-0423,
примыкает к селу Новоукраинка (Пятихатский район),
на расстоянии в 1 км от села Новоанновка.